# Bogusław Wołoszański
Bogusław Wołoszański (n. 22 martie 1950, Piotrków Trybunalski, Polonia) este un jurnalist, popularizator al istoriei și autor polonez de cărți istorice. A absolvit Facultatea de Drept a Universității din Varșovia. Din 1976 a activat ca membru al Partidului Muncitoresc Unit Polonez.

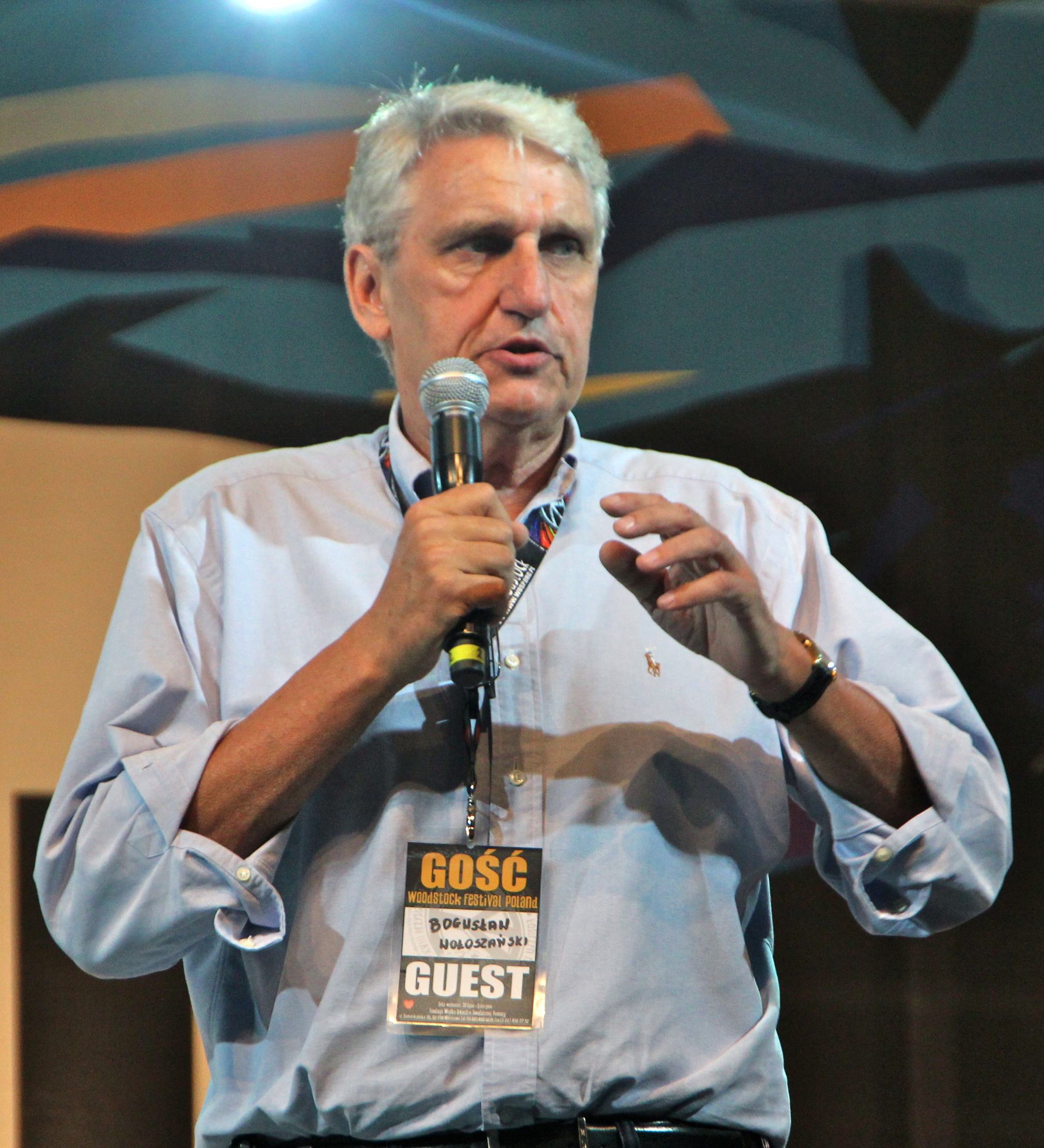
Bogusław Wołoszański (2012)

## Publicații
- Sensacje XX wieku (1990, Novum)
- Ten okrutny wiek (în două volume)
- Sensacje XX wieku – II wojna światowa (1994, Magnum)
- Sensacje XX wieku – po II wojnie światowej (1995, Magnum)
- Encyklopedia II wojny światowej (1997, Amber, în două volume)
- Tajna wojna Hitlera / Războiul secret al lui Hitler (1997)
- Straceńcy (1998)
- Tajna wojna Stalina / Războiul secret al lui Stalin (1997)
- Droga do piekła (2000)
- Śmiertelny pojedynek Chruszczow – Beria
- Władcy ognia (2001)
- Tajna wojna Churchilla / Războiul secret al lui Churchill (2002)
- Ocalić prawdę
- Tamten okrutny wiek (2003)
- Twierdza szyfrów / Cetatea cifrurilor (2004, roman)
- Operacja Talos (2005, roman)
- Operator (împreună cu Sławomir Petelicki; nu a fost publicată)
- Sieć - ostatni bastion SS (2006, roman)
- Testament Odessy (2008, roman)
- Honor żołnierza 1939
- Wojna, miłość, zdrada, premiera 2010
- Największy wróg Hitlera, premiera 2012
- Blitzkrieg - Historia II wojny światowej / Blitzkrieg - Istoria celui de-al Doilea Război Mondial
- Skarby III Rzeszy, premiera 2012
- Tajna historia XX wieku, premiera 2014